# Villers, Loire
Villers är en kommun i departementet Loire i regionen Auvergne-Rhône-Alpes i centrala Frankrike. Kommunen ligger i kantonen Charlieu som tillhör arrondissementet Roanne. År 2022 hade Villers 599 invånare.

## Befolkningsutveckling
Antalet invånare i kommunen Villers
| Referens: INSEE |